# 広角レンズ

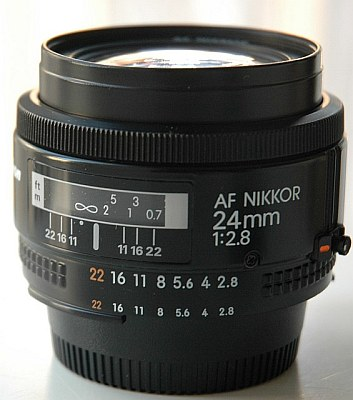
広角レンズ（35mm判）
Nikon Nikkor AF 24mm f2.8

広角レンズ（こうかくレンズ、英: wide lens, wide angle lens）とは、写真レンズの分類の1つである。「広角レンズ」を定義する厳密な基準はなく、標準レンズよりも「画角の広いレンズ」・「焦点距離が短いレンズ」という分類である。歴史的理由から35mmフィルムカメラで「標準」とされてきた50mmが望遠寄りであるためもあって、標準寄りの広角と、より広角側の広角、といった分類がされることもある。

## 特性

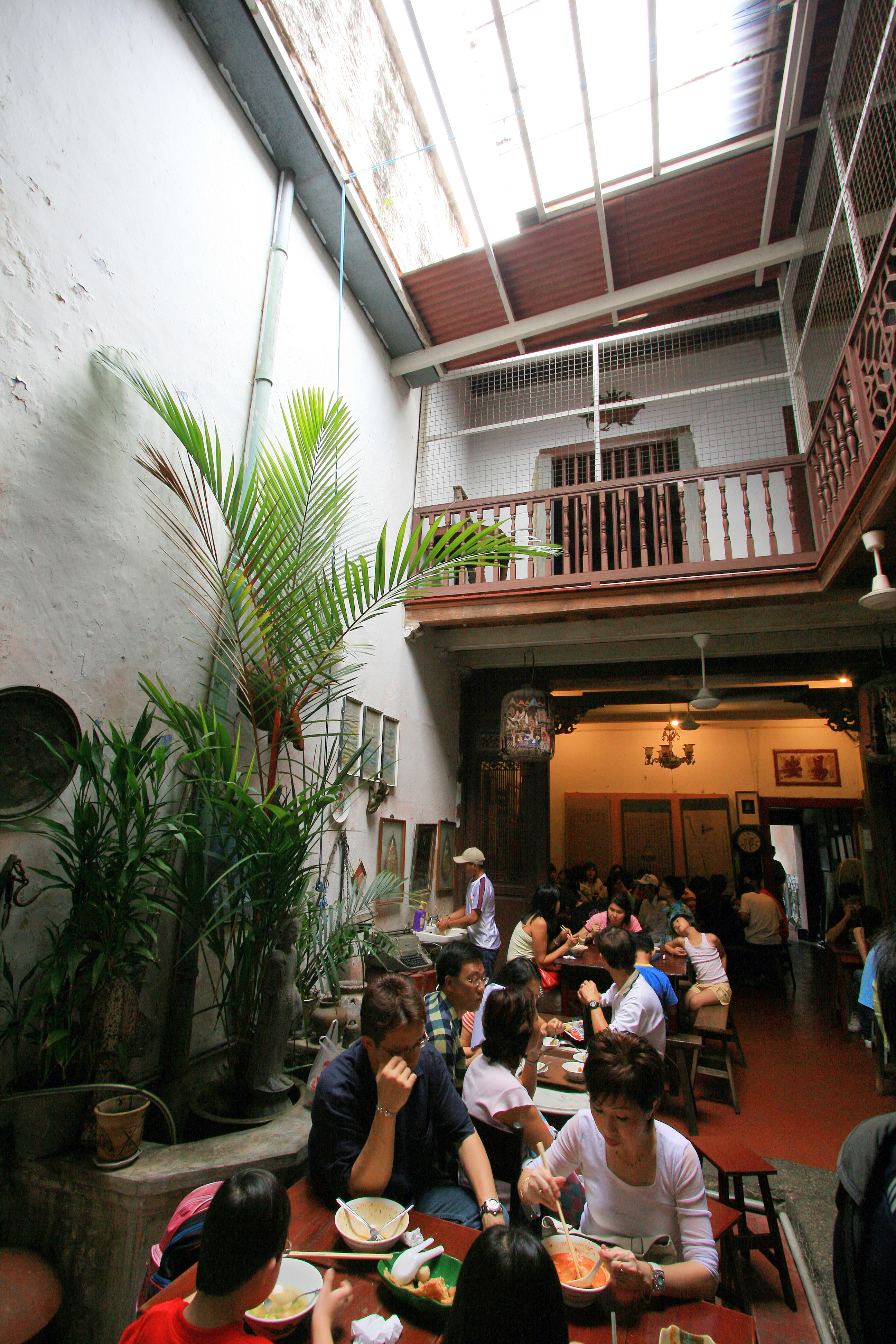
超広角レンズの撮影例
（35mm判換算で16mm相当の画像）

「広角レンズ」は、以下の特性も持つ。「超広角レンズ」は、その特性がより顕著になる。

### 広角レンズの被写界深度特性
広角レンズは被写界深度が深い。
35mm判の焦点距離28mmのレンズは、F値をF8・ピント位置3mで、約1.5m〜無限遠の被写界深度となる。
35mm判の焦点距離50mmのレンズでは、同条件で、ピントが合う範囲が約2.3〜約4.4m、被写界深度は約2.1mとなる。
上記のように異なる焦点距離のレンズを、ピント位置とF値を同一にして比較すると、広角レンズの方が被写界深度が深い特性を持つ。これは広角レンズの方が、焦点面の錯乱円の直径が許容錯乱円径以下となる距離である「焦点深度」が広くなる。「焦点深度」が広くなるということは、合わせたピント位置に対して「ピントが合っていると感じられる範囲」が前後により深くなるということである。
被写界深度が深い特性のため、スナップ撮影に向いているレンズとされる。また、被写界深度を生かしたパンフォーカス撮影にも適している。
| 被写界深度の例 （絞り：F2.8・ピント位置：5m） |         |            |            |           |           |             |             |
| 焦点距離（35mm判）                            | 14mm    | 24mm       | 28mm       | 35mm      | 50mm      | 135mm       | 300mm       |
| ピントが合う範囲                              | 1.5〜∞m | 2.8〜26.2m | 3.1〜12.3m | 3.6〜8.1m | 4.2〜6.1m | 4.88〜5.13m | 4.98〜5.01m |
| 被写界深度                                    | ---     | 約23m      | 約9.2m     | 約4.5m    | 約1.9m    | 約0.25m     | 約0.05m     |
| 許容錯乱円径=0.033mmにおける計算値            |         |            |            |           |           |             |             |

| 広角レンズ 24mm（35mm判） 対角線画角84度 | 標準レンズ 50mm（35mm判） 対角線画角46度 | 中望遠レンズ 100mm（35mm判） 対角線画角24度 |
| 橋の欄干やその影に注目すると、24mmではかなり奥まで合焦しているように感じられる。50mmでは橋の中ほどより先ではボケている。100mmでは欄干はボケている。なお作例では、被写体（人物）の大きさを一定にしようと撮影しているため、カメラから被写体までの距離（ピント位置）は異なる。 |                                          |                                             |

### パースペクティブ効果
「広角レンズ」は、肉眼で見たときに比べて、被写体が遠くに写るため、遠近感（パースペクティブ）が強調される。
上図（「焦点距離別の被写界深度の比較」）では、広角レンズは「パースペクティブ効果」により、対岸が遠くにあるように感じる。また、室内を撮影した場合、部屋が実際よりも広く見える。広い範囲を撮影でき一枚の写真により多くの情報を盛り込むことができるという特色も相まって、物件広告では好んで用いられる。

### デフォルメ効果
デフォルメ効果（でふぉるめこうか）は日常では稀な強い遠近効果によって被写体がデフォルメされていると感じる効果である。

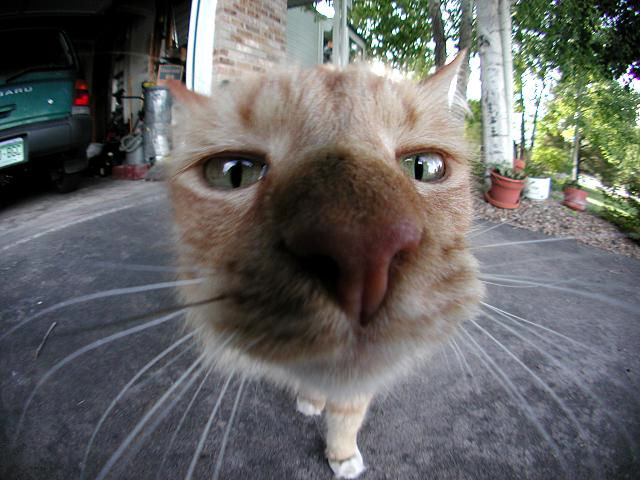
デフォルメ効果の例

奥行きによる像サイズの変化はカメラに近いほど激しくなる（参考: パースペクティブ効果、圧縮効果）。接写した、つまり肉眼で日常的に見るより極端に近づいて撮影した場合、パースペクティブ効果が極端にかかり被写体の手前部分がとても大きく奥部分がとても小さく写る。人はこの距離で物を見慣れていないため、あたかも被写体がデフォルメされたかのように感じる。これがデフォルメ効果である。
人物・動物撮影の場合、接写すると鼻が大きく目が離れて写る。これを好ましい効果として撮影するのがいわゆる「鼻デカ」構図であり、逆にポートレートや自撮りで接写・広角撮影が顔を歪めるといわれるのはデフォルメ効果そのものである。
画像周辺部の像が透視投影されない（直線が曲線として描写される）現象は強いパースによるデフォルメ効果ではない。それは歪曲収差である場合が多い（例: 魚眼レンズ）。

### 歪み
（これは次で説明する歪曲収差とは全く違うもので、幾何学的に（投影として）は歪みではなく、肉眼では立体として捉えているものが平面になることによる一種の錯覚である）
以上の効果と幾何的には同じ原理によるものだが、広角レンズで撮影された写真では、画像周辺部にある立体物が外に向って流れるような形に歪んでいるように見える。

### 歪曲収差
超広角や一眼レフ用のバックフォーカスを長く取った、非対称（逆望遠）型の広角レンズでは、構成上樽型の歪曲収差が発生し、補正が完全でないことが多い。工業用レンズなど歪曲収差の補正を意識して設計されたレンズではほとんど発生しない。なお魚眼レンズは意図的にこの収差による歪曲を利用したレンズである。

### 周辺光量落ち
主にコサイン4乗則による、周辺光量の低下がある。逆望遠型や、対称型でも前後の端を凹メニスカスレンズとしたタイプでは緩和されるが、そうではないハイパーゴンなどでは著しい。近年のディジタルカメラのセンサではテレセントリック性の問題もある。

### 耐ブレ性能
画角が広いことにより、手ぶれによるブレの影響が比較して小さくなるため、カメラの保持、あるいはシャッター速度に余裕がある。
撮り方によっては、実際に見た場合の印象と比べて空間を広く感じさせることができるため、ビジネスホテル等の内部の紹介や、住宅などの広告写真にも使用が見られることがある。この用途では、上で示したような特徴らしい特徴が出ないよう慎重に回避しながら撮影される。

## 広角単焦点レンズ

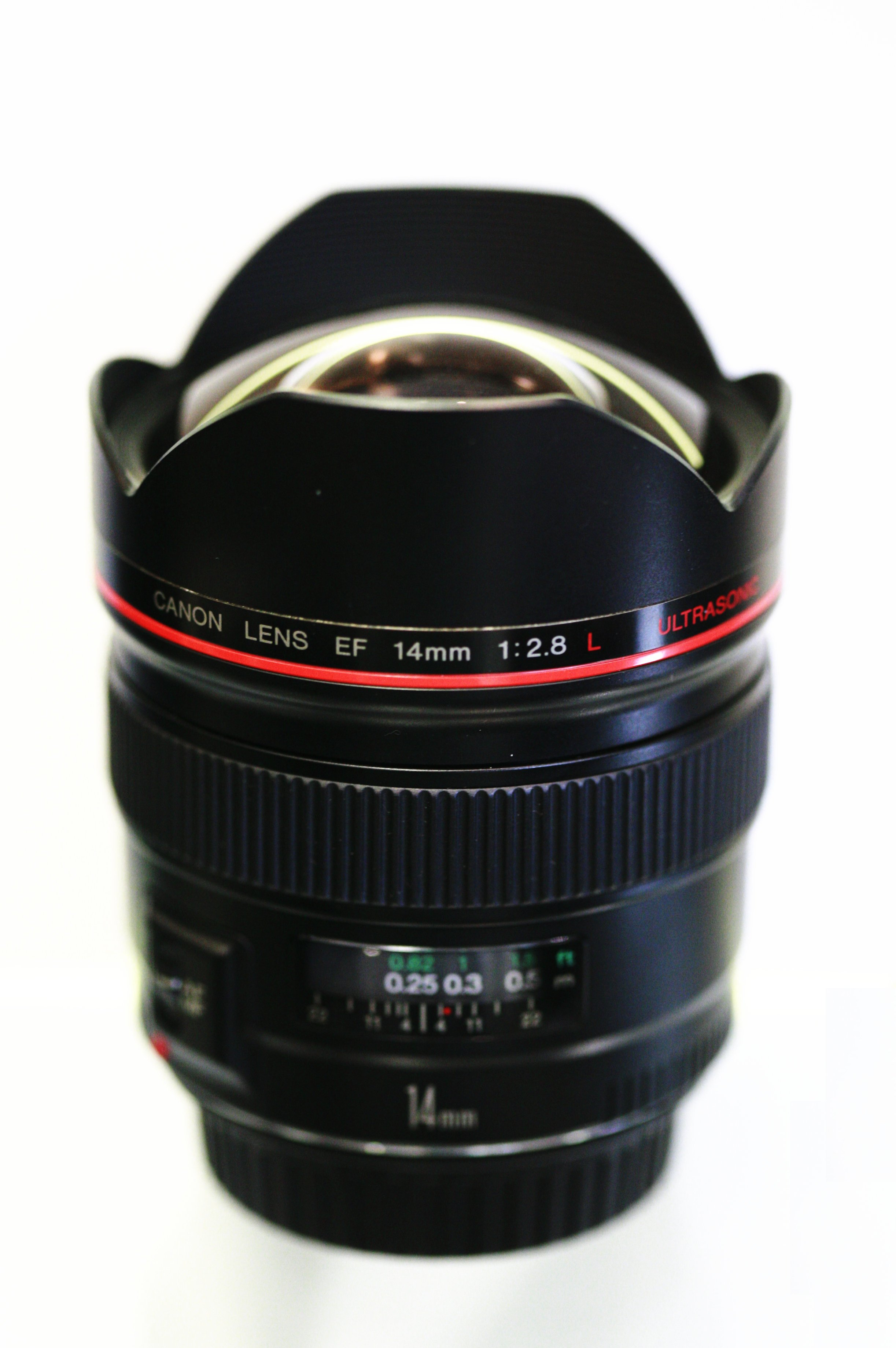
超広角レンズ（35mm判）
Canon EF14mm F2.8L USM

35mm判換算で焦点距離が35mm程度より短いレンズを、だいたい「広角レンズ」と分類することが多い。（35mm判換算で）35mmのレンズの対角線画角は63度である。対称型の場合も逆望遠型の場合も、レンズ構成は典型的な範囲内のことが多い。
超広角レンズ
（同様に35mm判換算で）焦点距離が24mm程度より短いレンズを、だいたい「超広角レンズ」と分類することが多い。対角線画角では、84度より広い角度となる。対称型の場合も逆望遠型の場合も、またこの範囲を含むズームレンズも、レンズ構成は特に工夫されたものとする必要が出てくる。
準広角レンズ
35mm〜40mm程度のレンズは、普及機なども含めると標準的な画角であるが、歴史的事情から、特に35mm判では50mmを「標準」とするため、準広角などと分類することがある。

## 広角ズームレンズ

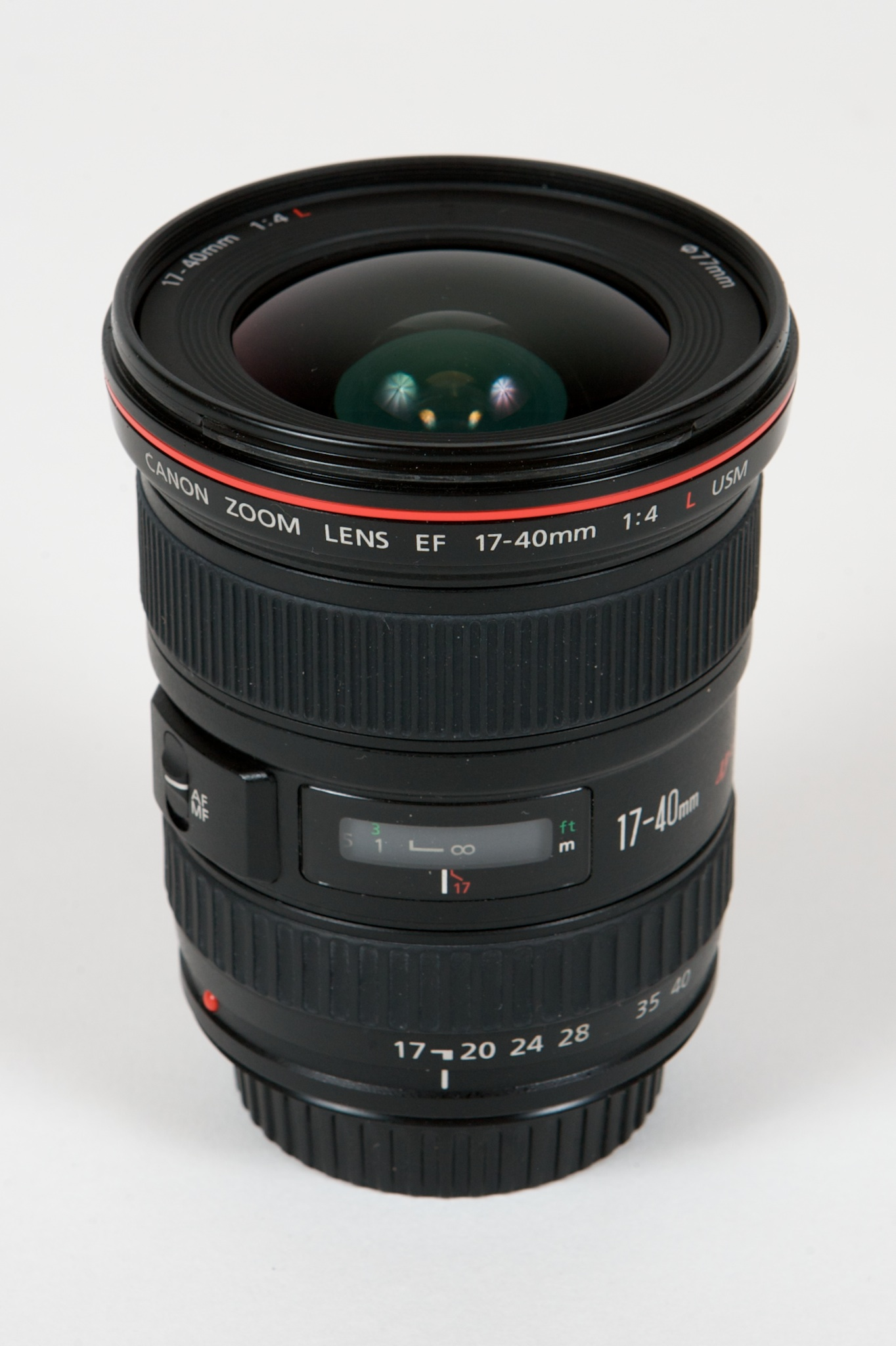
広角ズームレンズ（35mm判）
EF17-40mm F4L USM

広角ズームレンズとは、広角レンズの焦点域を中心にカバーするズームレンズをいう。また、超広角レンズの焦点距離をカバーするレンズは、「超広角ズームレンズ」と分類することもある。標準域（35mm判で焦点距離50mm）を中心とするレンズは、広角域をカバーしていても「標準ズームレンズ」と分類することが多い。
レンズ構成としては前が凹、後ろが凸の逆望遠構成の前後間隔を変えてズーミングを行う。
前群と後群の間隔を広げると逆望遠構成となり焦点距離が短くなり、逆に前群と後群の間隔を縮めると対称型構成となり焦点距離が長くなる。詳細は写真レンズのズームレンズを参照。

## 対称型と逆望遠型

### 対称型

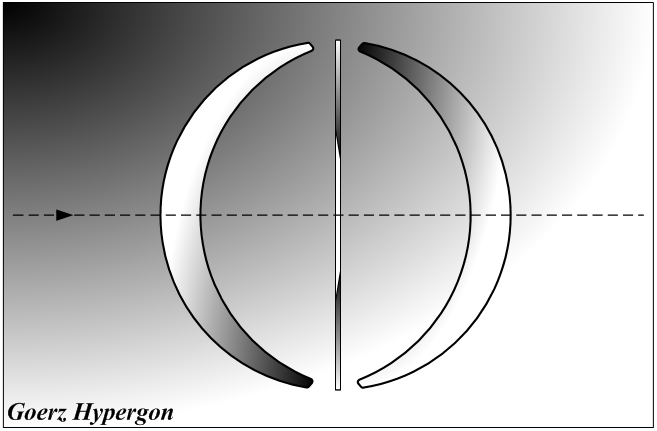
ハイパーゴン

レンジファインダーカメラやコンパクトカメラ用の、標準レンズに近い40mm～35mm(ライカ判換算)程度のレンズは、標準レンズとあまり変わらない構成で焦点距離を短く設計したものが多い。
それよりも広角となる、超広角と呼ばれるような画角のレンズとしては、対称型は歪曲をよく抑えることから、歴史的には航空撮影向けに開発されたハイパーゴンや続いてトポゴン型などがまずあったが、構成上周辺光量落ちが激しいため一般の撮影には工夫を要した。その後開発が進んだルサールやビオゴン型は凹メニスカスレンズを前端と後端に置くことで周辺光量落ちを緩和している。またビオゴンと少し違うタイプとして、Nikkor-O 2.1cm F4の構成がある。その後のレンズにはスーパーアンギュロンなどがある。またライカ判カメラにはあまり採用例がないがオルソメタータイプもある。ホロゴンのように特殊な構成とすることもある。
超広角レンズでは非常に被写界深度が深くなるため、距離計によるピント合わせはしないものとして、距離計非連動としたものもある。

### 逆望遠型
通常の設計の一眼レフカメラでは、ミラー（クイックリターンミラー）に干渉するため、バックフォーカスを長くとる必要があることから、広角域の交換レンズは逆望遠型とすることがもっぱらである。
また、ディジタルカメラでは、ミラーの無いタイプでもテレセントリック性のためか、やはり広角レンズは多くが逆望遠型を採用しているようである。
逆望遠型では、近接時に収差が大きくなるものもあるため、フローティング（フォーカシングに合わせ、一部のレンズの相対位置をずらすこと）で調整するものもある。